# Бакараць
45°17′ пн. ш. 14°35′ сх. д. / 45.28° пн. ш. 14.58° сх. д.
Бакараць (хорв. Bakarac) — населений пункт у Хорватії, у Приморсько-Горанській жупанії у складі міста Кралєвиця.

## Населення
Населення за даними перепису 2011 року становило 313 осіб.
Динаміка чисельності населення поселення:

## Клімат
Середня річна температура становить 12,63 °C, середня максимальна – 24,94 °C, а середня мінімальна – 0,81 °C. Середня річна кількість опадів – 1398 мм.
| Клімат поселення                              | Клімат поселення | Клімат поселення | Клімат поселення | Клімат поселення | Клімат поселення | Клімат поселення | Клімат поселення | Клімат поселення | Клімат поселення | Клімат поселення | Клімат поселення | Клімат поселення | Клімат поселення |
| Показник                                      | Січ.             | Лют.             | Бер.             | Квіт.            | Трав.            | Черв.            | Лип.             | Серп.            | Вер.             | Жовт.            | Лист.            | Груд.            |                  |
| Середній максимум, °C                         | 8,88             | 8,79             | 10,92            | 14,87            | 19,63            | 23,76            | 24,94            | 24,42            | 20,17            | 16,00            | 11,58            | 8,91             |                  |
| Середня температура, °C                       | 4,91             | 4,80             | 6,94             | 10,90            | 15,63            | 19,78            | 22,02            | 21,50            | 17,26            | 13,10            | 8,68             | 5,99             |                  |
| Середній мінімум, °C                          | 0,92             | 0,81             | 2,96             | 6,90             | 11,64            | 15,79            | 19,12            | 18,60            | 14,36            | 10,18            | 5,77             | 3,09             |                  |
| Норма опадів, мм                              | 107              | 92               | 99               | 104              | 95               | 111              | 70               | 93               | 141              | 173              | 174              | 139              |                  |
| Середньомісячна швидкість вітру, м/с          | 3.03             | 3.16             | 3.20             | 2.99             | 2.72             | 2.59             | 2.54             | 2.60             | 2.70             | 3.00             | 3.29             | 3.29             |                  |
| Середньомісячна сонячна радіація, кДж/м²·день | 4420             | 7189             | 10468            | 14917            | 19081            | 20708            | 22153            | 18983            | 13948            | 9037             | 4800             | 3706             |                  |
| --------------------------------------------- | ---------------- | ---------------- | ---------------- | ---------------- | ---------------- | ---------------- | ---------------- | ---------------- | ---------------- | ---------------- | ---------------- | ---------------- | ---------------- |
| Джерело:                                      |                  |                  |                  |                  |                  |                  |                  |                  |                  |                  |                  |                  |                  |